# Filip Istner
Filip Istner (ur. 5 sierpnia 1912 we Lwowie, zm. 6 grudnia 1990 w Sztokholmie) – polski poeta, dziennikarz i publicysta literacki żydowskiego pochodzenia.

## Życiorys
Urodził się we Lwowie w rodzinie żydowskiej. Tam uczęszczał do Żydowskiego Gimnazjum Humanistycznego, a następnie do Wyższej Szkoły Dziennikarskiej w Warszawie. Należał do Związku Niezależnej Młodzieży Socjalistycznej, za działalność w której poddawany był represjom. Po wybuchu II wojny światowej został aresztowany przez władze radzieckie i osadzony w więzieniu na Zamarstynowie. Następnie trafił do łagru na Kołymie. Zwolniony z niego w 1941 na mocy Układu Sikorski-Majski zaczął pracę w Nowosybirsku i Krasnojarsku (m.in. w kamieniołomach i kołchozie). Był także nauczycielem języka polskiego w szkole polskiej w Aczyńsku, a następnie okręgowym inspektorem polskich szkól.
W 1946 jako repatriant powrócił do Polski i osiadł w Warszawie. Rozpoczął pracę w Polskim Radiu. Został z niego zwolniony w 1957 wraz z grupą kolegów pod zarzutem działalności rewizjonistycznej. Następnie pracował jako dziennikarz. W grudniu 1968, po antysemickiej nagonce, będącej następstwem wydarzeń marcowych, wyemigrował wraz z rodziną do Izraela. Pod koniec lat 80. XX wieku przeprowadził się do Szwecji i osiadł w Sztokholmie. Zmarł popełniając samobójstwo.

## Wybrane dzieła
- 1989: To już [wiersze]
- 1970: Moja droga do Izraela
- 1962:  Watykan w poszukiwaniu nowych drog
- 1961: Rola kościoła katolickiego we współczesnych stosunkach międzynarodowychó